# Endiandra magnilimba
Endiandra magnilimba är en lagerväxtart som beskrevs av André Joseph Guillaume Henri Kostermans. Endiandra magnilimba ingår i släktet Endiandra och familjen lagerväxter. Inga underarter finns listade i Catalogue of Life.